# Projet de mine d'uranium de Retortillo
Le projet de mine d'uranium de Retortillo est un projet de mine à ciel ouvert (lixiviation en tas) située sur les communes de Retortillo et Villavieja de Yeltes, sur les rives du ruisseau Yeltes, à 70 km au sud-ouest de la ville de Salamanque en Espagne, à environ 30 km à l'est de la frontière portugaise. Le projet est situé dans le Campo Charro, une zone rurale composée de pâturages et de forêts de chênes (Dehesa) dans la province de Salamanque.
Le projet "Salamanca" est promu par la société australo-britannique Berkeley Energia. Elle vise à créer la plus grande mine d'uranium d'Europe, pouvant fournir 10 % de ses besoins en uranium. Berkeley Energia détient un permis pour une durée de trente ans, renouvelable deux fois, pour exploiter un gisement d'uranium, dit de Retortillo-Santidad, supposé produire en moyenne 2 000 tonnes d'uranium par an. Entre 2006 et 2022, Berkeley a investi pour ce projet au moins 100 millions  de dollars.

## Histoire
En 2012, la compagnie minière Berkeley Energia commence les travaux après un avis favorable de la Junta de Castilla y León. En mars 2014, l'entreprise Berkeley Energia prévoit de commencer les travaux en 2015, et de laisser sur place les déchets radioactifs issus de la production de la mine.
Le 25 septembre 2015, Berkeley Energia a obtenu une autorisation préalable du ministère de l'industrie espagnol pour son projet de mine d'uranium. En juin 2016 s'est tenue à la mairie de Boada une réunion des autorités municipales portugaises (Artur Nunes, président de la Chambre de Miranda do Douro) et espagnoles (Juan Matias Garzon, maire de Boada) pour discuter de l'éventuelle ouverture de la mine à Retortillo et Villavieja. Les portugais ont exprimé leurs préoccupations au sujet des conséquences négatives pour eux-mêmes de ce projet minier, notamment en raison de la contamination de l'air par le gaz radon, et de l'eau du fleuve Douro.
En février 2017, le WWF a envoyé un rapport à la Commission européenne dénonçant les impacts environnementaux graves du projet minier de Retortillo, situé dans un espace du réseau Natura 2000. Le 5 mars 2017, plusieurs centaines de personnes ont manifesté contre l'abattage massif de chênes centenaires pour le projet de mine d'uranium.
En 2021, la loi sur la Transition Énergétique et le Changement Climatique inclut un amendement interdisant de nouvelles candidatures pour l'extraction minière de matières radioactives. La construction de la mine d'uranium est refusée par le ministère espagnol de l'Énergie et la décision est confirmée en appel en 2023. La société considère qu'elle a obtenu l'autorisation avant le vote de la loi, et poursuit en justice le gouvernement espagnol, réclamant 1 milliards de dollars pour ce refus, après l'avis favorable initial. La procédure est en cours auprès du Centre international pour le règlement des différends relatifs aux investissements.